# 伏隆
伏隆（？—27年），字伯文，徐州琅邪郡東武县（今山東省諸城市）人，东汉時代初期政治人物。父东汉第二代大司徒伏湛，弟伏咸、伏翕，子伏瑗。

## 事跡
| 姓名           | 伏隆                              |
| 時代           | 东汉時代                          |
| 生没年         | 生年不詳 - 27年（建武三年）       |
| 字・別号       | 伯文（字）                        |
| 本貫・出身地等 | 徐州琅邪郡東武县                  |
| 職官           | 太中大夫〔东汉〕→光禄大夫〔东汉〕 |
| 爵位・号等     | -                                 |
| 陣营・所属等   | 光武帝                            |
| 家族・一族     | 父:伏湛 弟:伏咸 伏翕 子:伏瑗      |

其父是汉光武帝的大臣。年轻时以節操立名，被任命为郡督邮。建武二年（26年），伏隆河内郡怀县的行宮謁見光武帝，汉光武帝親近相待。
当時，張步割据齐地，在地方拥有强兵。同年，伏隆被光武帝任命为太中大夫，持符節出使青州、徐州，招撫各郡国。伏隆发檄文，獲索等六部投降。張歩派使者跟随伏隆朝见光武帝，持書簡献上品鰒魚，表示投降。
同年冬，伏隆進昇为光禄大夫，再出使张步。伏隆以詔書委任县令以下人事，伏隆进行招撫活動，很多人归顺漢朝。光武帝褒扬伏隆的功績，把他比作酈食其。
建武三年（27年），张步被东汉任命为東莱太守，梁国的汉皇帝劉永封张步为齐王，想要把他纳入自己的陣营。张步想要当齐王，没有马上接受东汉朝廷的任命。伏隆警告张步：「高祖与天下約，非劉氏不封王」。张步想要留伏隆共掌青州、徐州，伏隆拒絶。张步归附劉永，拘禁伏隆。
伏隆在獄中密送書簡给光武帝、表明自己的節義。光武帝收到書簡，叫来伏湛，在他面前流泪说：「伏隆有蘇武的節操。恨不能马上救他回来」。同年二月、伏隆被张步杀害，時人莫不痛惜。
建武五年（29年），光武帝平定张步，伏隆之弟伏咸奉命吊祭伏隆，伏隆之子伏瑗被任用为郎中。